# 153 Hilda
Hilda /ˈhɪldə/ (định danh hành tinh vi hình: 153 Hilda) là một tiểu hành tinh rộng 170 km ở phần bên ngoài của vành đai chính. Nó được cấu tạo bằng chondrite cacbonat nguyên thủy, nên có bề mặt rất tối. Ngày 2 tháng 11 năm 1875, nhà thiên văn học người Áo Johann Palisa phát hiện tiểu hành tinh Hilda khi ông thực hiện quan sát tại Đài quan sát Hải quân Áo ở Pula, nay là Croatia. Tên của tiểu hành tình được chọn bởi nhà thiên văn học Theodor von Oppolzer, ông đã chọn đặt tên nó theo tên một trong những cô con gái của ông.

## Quỹ đạo và họ tiểu hành tinh

Giản đồ của quỹ đạo 153 Hilda (màu xanh lá cây), với Sao Mộc (màu đỏ). Các vòng tròn màu đỏ mở là các điểm Jovian Lagrange mà Hilda tiếp cận

Hilda được dùng để đặt tên cho nhóm tiểu hành tinh họ Hilda, nhưng chúng không cùng một họ vì về vật chất, chúng không liên quan với nhau. Thay vào đó, chúng là những tiểu hành tinh được bao quanh trong một 2:3 cộng hưởng quỹ đạo với Sao Mộc. Sao Mộc di chuyển quanh Mặt Trời trong 11,9 năm trong khi 153 Hilda di chuyển quanh Mặt Trời trong 7,9 năm, nghĩa là Sao Mộc di chuyển quanh Mặt Trời 2 vòng thì Hilda di chuyển được 3 vòng. Có trên 1.100 vật thể được biết là ở trong một 2:3 cộng hưởng quỹ đạo với Sao Mộc.
Hilda đã che khuất một sao vào ngày 31 tháng 12 năm 2002, được quan sát thấy từ Nhật Bản.
Nó có một biên độ đường cong ánh sáng rất thấp, cho thấy nó có dạng hình cầu hoặc có albedo (cường độ phản chiếu ánh sáng) không thay đổi.